# Diarios de la cuarentena
Diarios de cuarentena es una serie de televisión protagonizada por José Luis García Pérez, Petra Martínez, Carlos Bardem, Fernando Colomo, entre otros. Se estrenó el 7 de abril de 2020 y su último capítulo fue emitido el 19 de mayo de 2020, lo que la convierte en la primera producción a nivel mundial en tratar la pandemia de COVID-19.

## Producción
La serie surgió durante el confinamiento sufrido en España en 2020 debido al coronavirus. Dado que los actores tenían que grabar las escenas desde sus casas, pues ellos también estaban confinados, se les envió un kit de rodaje básico con teléfono móvil, trípode y micrófono.

## Sinopsis
La serie narra la vida de varias personas durante el confinamiento, en un total de 10 casas diferentes se establecerán videollamadas para comunicarse con sus seres queridos y sobrellevar esta situación de la mejor manera posible.
Cecilia (Cecilia Gessa) y Carlos (Carlos Bardem) son la teletrabajadora y el neurótico; Fermín (Fernando Colomo) es el padre de Cristina (Cristina Alarcón), ella vive junto a José Luis (José Luis García Pérez) un matrimonio al borde la separación; Richi (Carlos Areces) y Jorge (Gorka Otxoa) dos amigos separados por el confinamiento que no dudarán en inventar utensilios para hacer más llevadero el confinamiento; Ana (Ana Alonso) y Adrià (Adrià Collado) que acaban de tener un bebé y su hija Carmen (Carmen Arrufat) que actualmente está en su piso de estudiantes; Víctor (Víctor Clavijo) y Montse (Montse Pla) dos amantes que se han quedado atrapados en el piso de ella; Petra (Petra Martínez) y Juan (Juan Margallo) un matrimonio de la tercera edad que se tiene que poner al día con las nuevas tecnologías para poder hablar con sus familiares; Rober (Fele Martínez) y Cris (Mónica Regueiro) dos influencers con apenas seguidores en las redes sociales.

## Reparto

### Reparto principal
- Cristina Alarcón - Cristina
- José Luis García Pérez - José Luis
- Petra Martínez - Petra
- Juan Margallo - Juan
- Cecilia Gessa - Cecilia "Ceci"
- Carlos Bardem - Carlos
- Fernando Colomo - Fermín Gómez
- Carlos Areces - Richi
- Gorka Otxoa - Jorge
- Adrià Collado - Marcelo
- Ana Alonso - Ana
- Montse Pla - Montse
- Víctor Clavijo - Víctor
- Mónica Regueiro - Cris
- Fele Martínez - Rober
- Carmen Arrufat - Carmen (Episodio 2 - Episodio 3; Episodio 7 - Episodio 8)

#### Reparto episódico
- Javier Botet - Javier, amigo de Richi (Episodio 2; Episodio 8)
- Bárbara Santa-Cruz - Bárbara, novia de Víctor (Episodio 2; Episodio 4; Episodio 7)
- Lisa Marqués Villalba - Lisa, amiga de Carmen (Episodio 3)
- Marco Marqués Villalba - Marco, amigo de Carmen (Episodio 3)
- Marta Fernández Muro - Mari Cruz, amiga de Fermín (Episodio 4; Episodio 6; Episodio 8)
- José Fernández - Él mismo, entrevistador de Rober y Cris (Episodio 8)

## Episodios y audiencias
| Temporada | Temporada | Episodios | Estreno            | Final              | Audiencia media | Audiencia media | Audiencia media |
| Temporada | Temporada | Episodios | Estreno            | Final              | Espectadores    | Cuota           |                 |
| --------- | --------- | --------- | ------------------ | ------------------ | --------------- | --------------- | --------------- |
|           | 1         | 8         | 7 de abril de 2020 | 19 de mayo de 2020 | 1 316 000       | 6,9%            |                 |

| N.º | Título       | Dirigido por                            | Escrito por                             | Fecha de emisión original | Audiencia        |
| --- | ------------ | --------------------------------------- | --------------------------------------- | ------------------------- | ---------------- |
| 1   | «Capítulo 1» | Álvaro Fernández Armero y David Marqués | Álvaro Fernández Armero y David Marqués | 7 de abril de 2020        | 1 697 000 (8,4%) |
| 2   | «Capítulo 2» | Álvaro Fernández Armero y David Marqués | Álvaro Fernández Armero y David Marqués | 14 de abril de 2020       | 1 499 000 (7,8%) |
| 3   | «Capítulo 3» | Álvaro Fernández Armero y David Marqués | Álvaro Fernández Armero y David Marqués | 21 de abril de 2020       | 1 339 000 (7,0%) |
| 4   | «Capítulo 4» | Álvaro Fernández Armero y David Marqués | Álvaro Fernández Armero y David Marqués | 28 de abril de 2020       | 1 283 000 (6,6%) |
| 5   | «Capítulo 5» | Álvaro Fernández Armero y David Marqués | Álvaro Fernández Armero y David Marqués | 28 de abril de 2020       | 1 254 000 (6,7%) |
| 6   | «Capítulo 6» | Álvaro Fernández Armero y David Marqués | Álvaro Fernández Armero y David Marqués | 5 de mayo de 2020         | 1 184 000 (6,4%) |
| 7   | «Capítulo 7» | Álvaro Fernández Armero y David Marqués | Álvaro Fernández Armero y David Marqués | 12 de mayo de 2020        | 1 256 000 (6,8%) |
| 8   | «Capítulo 8» | Álvaro Fernández Armero y David Marqués | Álvaro Fernández Armero y David Marqués | 19 de mayo de 2020        | 1 012 000 (5,8%) |

## Recepción

### Crítica profesional
Tras la emisión del primer capítulo las críticas de los profesionales fueron variadas. Paula Hergar de Vertele alaba la buena factura técnica de la misma a pesar de las difíciles condiciones en que se hizo, pero critica que los personajes no reflejan la diversidad de la sociedad española y la falta de tramas interesantes, calificándola como "Tan inapetente como nuestra realidad". Mikel Zorrilla de Espinof la califica de "inofensivo pasatiempo".

### Controversias
La serie suscitó polémica incluso antes de su estreno. Algunos usuarios de redes sociales llamaron a un boicot debido a considerarla una burla innecesaria a los más de 27.000 fallecidos (en el momento de su estreno) por el COVID-19 en España. Sin embargo, la serie no sólo fue duramente criticada por los espectadores, sino que también se hicieron eco de ello políticos, periodistas, actores, dramaturgos, personalidades del mundo del deporte e incluso el diario británico The Guardian.

## Versiones
El 14 de abril de 2020, se anunció que se habían vendido los derechos para hacer una versión local de la serie en Francia y México, además de negociaciones con países como Estados Unidos, República Checa y Sudáfrica para la producción de sus propias versiones locales.
También hay una versión en TV3 de Cataluña llamada Jo també em quedo a casa protagonizada por Mariona Ribas, Peter Vives y Rubén Ochandiano que se estrenó el 1 de abril de 2020.